# Walter de Gruyter
Walter de Gruyter GmbH & Co. KG é uma editora especializada em literatura académica. A editora publica, há mais de duzentos e cinquenta anos, livros académicos em filosofia, teologia, literatura, ciências naturais, semiótica, linguística e matemática.
A editora que deu origem a Walter de Gruyter foi fundada em 1749, na Alemanha, quando a ela foi dado o direito de impressão pelo rei Frederico II da Prússia. A companhia tinha o nome  de G. J. Göschen'sche Verlagshandlung. Em 1923, a companhia passou a levar o nome do seu fundador, e recebeu o nome de Walter de Gruyter & Co. e, em 1998, o nome da companhia foi mudado para Walter de Gruyter GmbH & Co. KG.

## Bibiografia
- Este artigo foi baseado na tradução do artigo «Walter de Gruyter» na Wikipédia em inglês.
- Fouquet-Plümscher, Doris: Aus dem Archiv des Verlages Walter de Gruyter: Briefe, Urkunden, Dokumente. Berlin, New York: Walter de Gruyter, 1980.